# Стефан Мацко
Стефан Ма́цко (пол. Stefan Macko; 28 серпня 1899 — 17 квітня 1967) — польський еколог, доктор наук.

## Життєпис
Народився в селі Жаб'є Тарнавського повіту Краківського воєводства. Закінчивши Краківський університет, і захистивши під керівництвом відомого польського діяча охорони природи В. Шафера дисертацію по рододендрону жовтому, став доктором філософії.
З 1931 р. по 1940 р. викладав у гімназії та ліцеї Луцька. У ці роки С. Мацко виявив себе як активний діяч охорони природи, його без перебільшення можна назвати піонером заповідної справи  Волині та Волинського Полісся (нинішньої  Рівненської,  Волинської та частини Тернопільської областей). При його участі створюється на Волині перший резерват для охорони рододендрона жовтого, він — автор первого проекту мережі заповідних ботанічних об'єктів на Волині, частина з який — Вишнева гора, Божа гора — заповідані і зараз. Вчений створює Волинське товариство природничих наук, Волинський краєзнавчий музей, стає членом Польської Держради з охорони природи від Волині, публікує природоохоронні статті в пресі.
З 1940 по 1941 рр. вчений працює у Львівському відділенні АH УРСР. 
Під час другої світової війни переїхав до Польщі, з 1945 р. викладав у званні професора у Вроцлавському університеті. Активно займався природоохоронною діяльністю, був одним з організаторів Карконоського національного парку в Польщі.
Помер у Вроцлаві 17 квітня 1967 р.

## Публікації
- Macko W. W sprawi ochrony azalii pontyjskiej na Wolyniu // II Rocz. Pol. Tow. Dendrol. — Lwow, 1928.
- Macko W. Ochrona przyrody na Wolynie. — Wolyn, 1933. — 16 kwitnja, Luck.
- Macko W. Rezerwaty Lesne Ordynacij Olyckiej na Wolyniu // Ochrana przyrody. — 1935. — № 15. — S. 62-67.
- Macko W. O niektorch rzadszych gatunkach roslinnych na Wolynij // Kalendarz Ziem Wschognich, 1935.
- Macko W. Roslinnosc wzgorz krzemienieckich i postulaty jej ochrony // Kurier Literacko-Naukowy, 1936. — 14 pazd., Krakow.
- Macko W. Roslinnosc projektowanych rezerwatow na Wolyniu // Ochrana przyrody. — 1937. — № 17. — S. 111–185.

## Про нього
- Мельник В.I., Кудрик В. В. Стефан Мацко як дослідник природи Волині // Велика Волинь: минуле i майбутнє. — Житомир, 1993. — С. 109–111.
- Szafer W. Stefan Macko // Chronmy przyrode ojczysta. — 1968. — № 2. — S. 43-45.
- Krawiecowa A. Macko Stefan. // Polski Slovnik biograficzny. — Вроцлав-Варшава-Краков-Гданьск, 1974. — Т. 80. — S. 94-95.

1. 1 2 3  Чеська національна авторитетна база даних